# Stenopsyche ulmeri
Stenopsyche ulmeri är en nattsländeart som beskrevs av Navás 1932. Stenopsyche ulmeri ingår i släktet Stenopsyche och familjen Stenopsychidae. Inga underarter finns listade i Catalogue of Life.